# Syntomopus carinatus
Syntomopus carinatus är en stekelart som beskrevs av Sureshan och T.C. Narendran 1999. Syntomopus carinatus ingår i släktet Syntomopus och familjen puppglanssteklar. Inga underarter finns listade i Catalogue of Life.